# جون لويد رايت
جون لويد رايت (بالإنجليزية: John Lloyd Wright)‏ هو مهندس معماري أمريكي، ولد في 12 ديسمبر 1892 في أوك بارك في الولايات المتحدة، وتوفي في 20 ديسمبر 1972 في ديل مار في الولايات المتحدة.